# 前21年
| 千纪： | 前1千纪 |
| 世纪： | 前2世纪 \| 前1世纪 \| 1世纪                                                                                |
| 年代： | 前50年代 \| 前40年代 \| 前30年代 \| 前20年代 \| 前10年代 \| 前0年代 \| 0年代                               |
| 年份： | 前26年 \| 前25年 \| 前24年 \| 前23年 \| 前22年 \| 前21年 \| 前20年 \| 前19年 \| 前18年 \| 前17年 \| 前16年 |
| 纪年： | 西汉阳朔四年                                                                                               |

## 大事记
- 玛尔库斯·维普撒尼乌斯·阿格里帕娶屋大维的女儿大茱莉亚。
- 王骏为京兆尹。

## 逝世
- 劉宇，漢朝东平王。
- 永，漢朝御史大夫。